# Martin Wacker

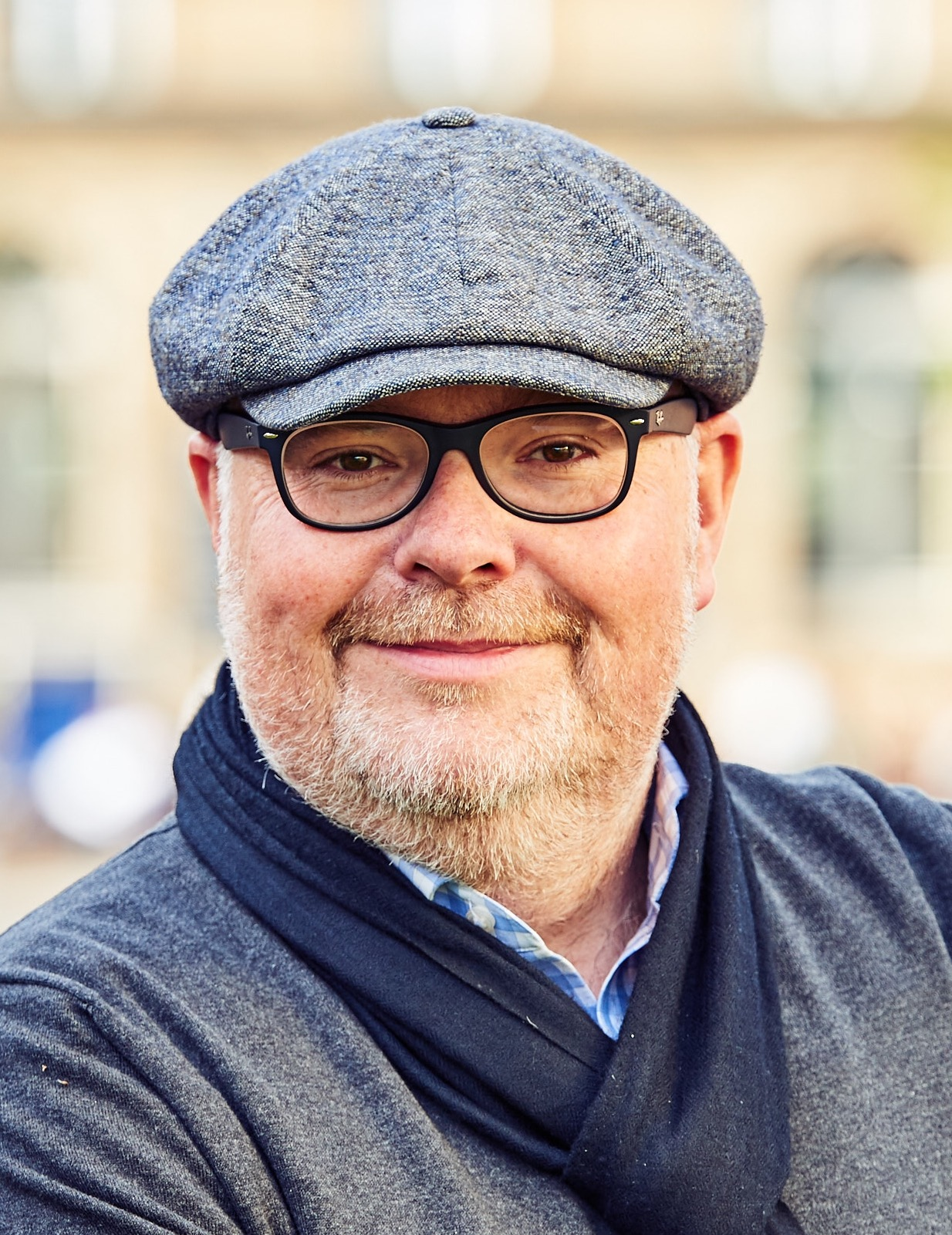
Martin Wacker

Martin Wacker (* 21. August 1968 in Karlsruhe) ist ein deutscher Kabarettist, Schauspieler, Journalist, Autor, Moderator und Eventmanager.

## Werdegang
Seit 1987 ist Wacker Ensemble-Mitglied des Sandkorn Theaters, an dem er über 2000 Bühnenauftritte absolviert hat (Schauspiel, Musical, Kinder und Jugendtheater). Parallel arbeitete er von 1992 bis 2002 bei privaten Radiostationen in Baden-Württemberg (u. a. Radio Regenbogen, Welle Fidelitas) als CvD, Sprecher und Moderator.
1995 gründete er mit Erik Rastetter das „KomedyKabarett rastetter & wacker“. Es entstehen zahlreiche eigene Produktionen mit Auftritten im gesamten süddeutschen Raum und Einladungen zu TV- und Radioauftritten im SWR.
In den letzten Jahren ist Wacker als Schauspieler beim Badischen Staatstheater engagiert.
Für die Literarische Gesellschaft Karlsruhe gestaltet er gemeinsam mit Rastetter Rezitationsabende und Literaturprogramme. Das Duo war 2014 bei den Schlossfestspielen Ettlingen aufgetreten, 2017 folgte erneut eine Spielzeit in Ettlingen.
Wacker ist zudem Stadionsprecher des Karlsruher SC sowie Professor an der Hochschule für Musik Karlsruhe.
Beim Radiosender die neue welle ist Wacker jeden Sonntag in der "Martin Wacker Show" zu hören, in der er wöchentlich unterschiedliche Persönlichkeiten zu Gast hat. Die Sendung wird parallel auf Baden TV ausgestrahlt.
Er engagiert sich ehrenamtlich für Benefizveranstaltungen und Freundeskreise in seiner Heimatstadt und Umgebung (Ärzte für die Dritte Welt, Hospiz „Arista“, Deutsche Muskelstiftung u. v. m.). Er steht heute als Geschäftsführer der KME Karlsruhe Marketing und Event GmbH vor und betreut Ereignisse, die weit über die Stadt hinaus bekannt sind, wie „Das Fest“, ein Open-Air-Musikfestival mit mehr als 100.000 Besuchern, und die Schlosslichtspiele oder das Indoor Meeting Karlsruhe. Wacker ist auch Sammler von Figuren der Comicfigur Donald Duck und stellte Teile seiner Sammlung bereits mehrfach öffentlich aus.

## Filme/TV
- Der Zirkel: Alfred (2018)[10]
- Geschichten aus der Heimat, Dokumentation: Sportkommentator (2017)[11]
- Die Fallers: Hannes Hölzel (1999–2004)[12]
- – Kinder, Kinder (2004)
- – Retter in Not (2003)
- – Glück auf! (2003)
- – Narri, Narro IV (1999)

## Auszeichnungen (Auswahl)
- 2001: Medienpreis der Landesanstalt für Kommunikation Baden-Württemberg[13]
- 2005: Medaille der Tour de France (Beste regionale Presse- und Marketingkampagne)
- 2016: Badener des Jahres[14]